# H. Dj. Siruni
Hagop Djololian Siruni, mai cunoscut sub pseudonimul H. Dj. Siruni (n. 6/18 aprilie 1890, orașul Adabazar, Imperiul Otoman – d. 7 aprilie 1973, București) a fost un jurnalist, istoric, armenolog și orientalist, poet și traducător român de origine armeană.

## Biografie
S-a născut în anul 1890 în Turcia, într-o familie săracă, tatăl său, Arakel, fiind zugrav. După absolvirea cursurilor primare la Adabazar și la Școala „Esaian” din Istanbul (1901-1904) și a celor secundare la Liceul Central Armenesc din Istanbul (1904-1908), a urmat studii la Facultatea de Drept (1909-1914).
Încă din perioada studenției, a început să publice articole în presă, colaborând la mai multe ziare și reviste armenești cu articole literare și cronici teatrale. A fost arestat pentru prima dată la începutul anului 1908, fiind învinuit că a citit literatură progresistă, dar a fost eliberat abia după schimbarea regimului la sfârșitul aceluiași an.
El s-a înscris în partidul naționalist armean, Dașnak, care urmărea scopul eliberării poporului armean de sub jugul asupritor al turcilor. În timpul genocidului la adresa poporului armean din anul 1915, a fost urmărit de poliție și a trăit ascuns timp de patru ani.
În anul 1920, odată cu instaurarea regimului sovietic în Armenia, a cerut conducerii organizației „Dașnak” să găsească o modalitate de conlucrare cu autoritățile sovietice din Armenia în vederea permiterii emigrării armenilor din Diaspora în noul stat sovietic armean. În paralel, el și-a continuat activitatea publicistică.
La sfârșitul anului 1921, Siruni a îndeplinit funcția de secretar general al filialei din Istanbul a Casei Culturale Armene. În anul 1922, odată cu instaurarea regimului condus de Atatürk la conducerea Turciei, Siruni s-a refugiat împreună cu familia sa în România și s-a stabilit la București.
În stabilirea sa în România, un rol important l-a avut marele istoric Nicolae Iorga. Siruni s-a deplasat la București pentru a-i înmâna istoricului român diploma de onoare din partea Casei Culturale Armene din Constantinopol, iar acesta l-a convins să rămână în România. Iorga l-a caraterizat astfel: "Siruni a fost un erudit, un eminent orientalist, foarte bun cunoscător al limbii turcești, om a cărui activitate a fost de cea mai bună însemnătate în clarificarea unor aspecte mai puțin cunoscute ale trecutului nostru, în special în ceea ce priveste relațiile noastre politice, economice și juridice cu Imperiul Otoman" .
Siruni a lucrat în special la Arhivele Statului și la Biblioteca Centrală de Stat din București. El a fost secretar general al Eparhiei Armene din România (1922-1933), apoi va conduce Casa Centrală de Cultură Armeană și Uniunea de Cultură Fizică Armeană. A editat și condus revista literară "Navasart" (1932-1944), ziarul și almanahul "Araz", revista de cultură armeană "Ani" (numele străvechii capitale armene) (din 1935). De asemenea, a tradus poeziile lui Mihai Eminescu în limba armeană.
A predat ca lector de limba și istoria turcă la Institutul de Studii și Cercetări Balcanice înființat în martie 1943, de către Ministerul Culturii Naționale, conducând secția de studii turcești și orientale.
La data de 28 decembrie 1944, împreună cu un grup de intelectuali armeni, a fost arestat și trimis în URSS, fiind învinuit că ar fi colaborat cu elemente ostile Sovietelor în timpul războiului. Deși s-au trimis numeroase adrese de către mai multe instituții de cultură - Academia Română, Arhivele Statului, Institutul Balcanic - către autoritățile statului pentru ca ele să intervină pentru readucerea în țară a lui Siruni, autoritățile din RSS Armeană au cerut în decembrie 1946 ca Siruni să fie trimis acolo și astfel a ajuns la Erevan, unde a trăit sub domiciliu obligatoriu.
Abia în anul 1955 i s-a permis să revină în România, unde a cerut Academiei R.P.R și instituțiilor în care lucrase să fie reîncadrat, fie și pe o poziție inferioară, pentru a-și continua cercetările istorice. I s-a refuzat încadrarea, Siruni fiind totuși invitat pentru a studia documentele armenești și turcești legate de istoria României, documente aflate la Muzeul de istorie a Bucureștiului, la Academia Română, la Direcția Arhivelor Statului. Muzeul Central Militar i-a solicitat ajutorul pentru a descifra inscripțiile de pe armele orientale.
În ultimii ani de viață, a fost fondator și președinte de onoare al Societății de Orientalistică din România și a contribuit la redactarea anuarului „Studia et Acta Orientalia”. A murit la data de 7 aprilie 1973, în București.
În decursul timpului, el a adunat o impresionantă arhivă de lucrări științifice pe următoarele teme: mărturii armenești despre români, izvoare turcești despre români, izvoare referitoare la armenii din România, izvoare despre istoria și cultura armeană, lucrări în limba armeană tipărite la București, periodice tipărite la București, lucrări în limba armeană publicate în străinătate, traduceri din poeți turci, francezi, ruși, studii publicate în Armenia sovietică și in alte reviste armenești din lume, conferințe și comunicări susținute la București și Erevan, alte lucrări inedite .

## Lucrări publicate
- Cuvinte românești în dialectul românilor din Ardeal (1927)
- Manuscrise armenești din România (1928)
- Variantă a legendei Meșterului Manole (1928)
- Din trecutul tiparului armenesc din România (1928)
- Manuscrise armenești din Bisericile armene din România (1929)
- Valahia și Moldova în Geografia părintelui Hugas Ingigian (1929)
- Comedianul Agop (Anuarul ANI, 1934)
- Manuscrise armenești de la Academia Română (1935)
- Mărturii armenești despre România, în „Analele Academiei Române. Memoriile Secției Istorice” S. III, tom XVII, București, 1936, p. 280
- Extrase din Cronica armenilor din Camenița (1936)
- Aron Vodă, Răzvan Vodă, într-un poem al unui cronicar armean (1936)
- Dobrogea și Basarabia în Geografia părintelui Hugas Ingigian, partea a doaua (1936-1938)
- Mihai Eminescu (București, 1939; reeditat de Ed. Ararat, București, 2000), cu o prefață de Nicolae Iorga
- Cronica armenilor din România (1940)
- Bibliografia studiilor armenești din România (1940)
- Opera lui Mihai Eminescu - cu o scrisoare a lui N.Iorga și o dare de seamă a lui Gr.M.Avakian (1941)
- Istorici armeni și vechimea poporului valah - pe marginea unui studiu al domnului Deceu (1941)
- Țara voievodului Ștefan - pe marginea unui manuscris armenesc scris în Cetatea Albă la 1459-1460, în "Ani", Anuar de cultură armeană, București, 1941, p. 427-449.
- Domni români la Poarta Otomană (București, 1941)
- Urme românești în Crimeia (1942)
- Bisericile armene din Țările Române (în Anuarul "Ani", București, 1942-1943)
- Bairactar Moustfa Pascha et Manouk Bey –prince de Moldavie (1943)
- Armenii în viața economică a Țărilor Române (București, 1944)
- Monede turcești care au circulat în Țările Române (București, 1944)
- Armenii din Transilvania (în limba armeană, 1965)
- Documente din arhive armenești pe pământul României (1966)
- Armenii în 1848 (1968)
- Consideration sur dialecte armenien des Pays Roumains (1968)
- Pagini din viața lui Manuk Bey (1969-1970)

## Distincție
În anul 2012 a fost declarat membru post-mortem al Academiei Române.